# 7916 Gigiproietti
7916 Gigiproietti este o planetă minoră (asteroid), cu un diametru de 3,551 km, din centura de asteroizi. A fost descoperită pe 1 martie 1981 la Observatorul La Silla de Henri Debehogne și a fost numită după Gigi Proietti. 
Obiectul prezintă o orbită caracterizată de o semiaxă mare de 2,3657634 UAi, o excentricitate de 0,16, o înclinație de 9,5868 ° în raport cu ecliptica.